# Fort Fairfield (Maine)
Fort Fairfield es un pueblo ubicado en el condado de Aroostook en el estado estadounidense de Maine. En el Censo de 2010 tenía una población de 3.496 habitantes y una densidad poblacional de 17,23 personas por km².

## Geografía

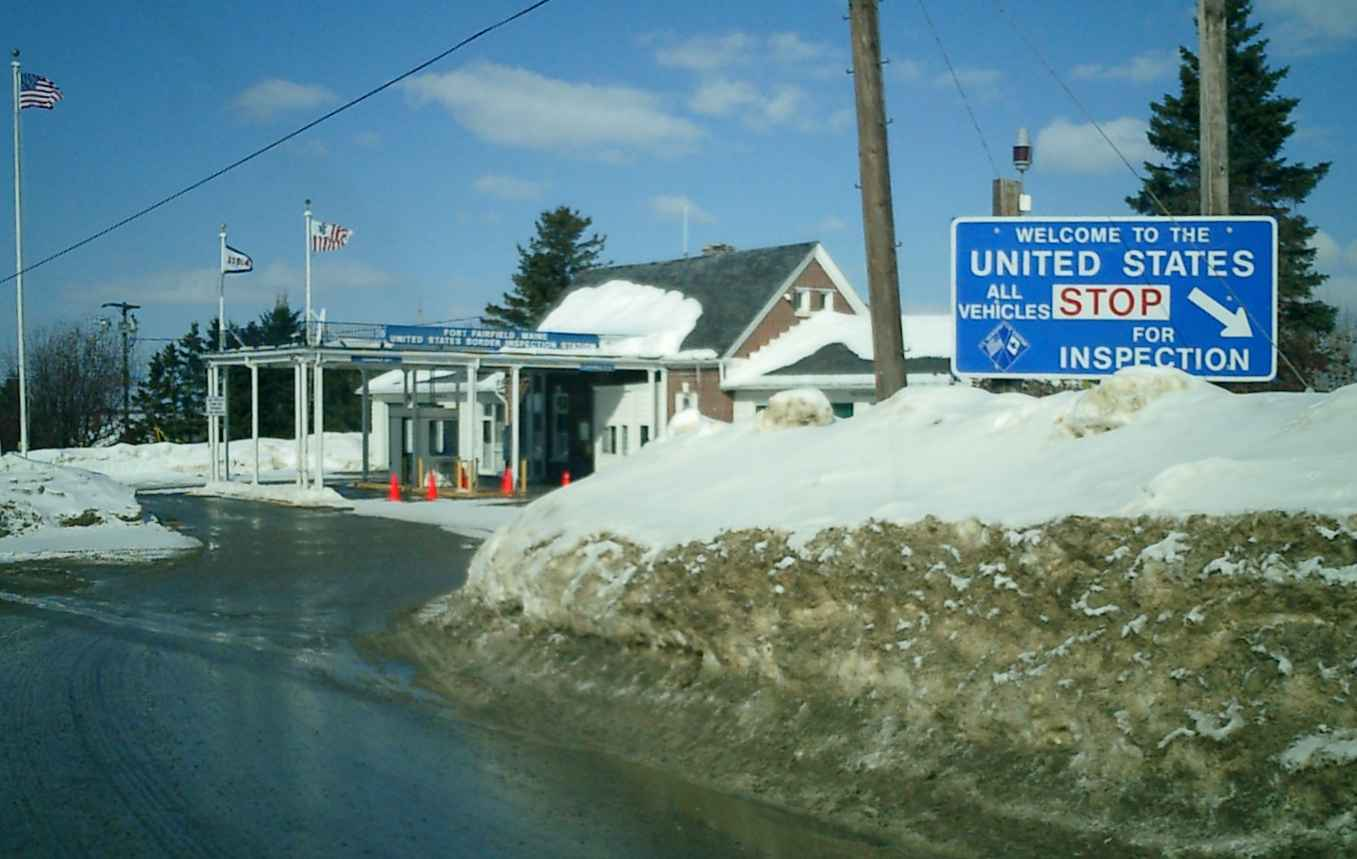
Puesto fronterizo en Fort Fairfield, Maine, Estados Unidos.

Fort Fairfield se encuentra ubicado en las coordenadas 46°46′35″N 67°51′33″O / 46.77639, -67.85917. Según la Oficina del Censo de los Estados Unidos, Fort Fairfield tiene una superficie total de 202.93 km², de la cual 198.57 km² corresponden a tierra firme y (2.15%) 4.37 km² es agua.

## Demografía
Según el censo de 2010, había 3.496 personas residiendo en Fort Fairfield. La densidad de población era de 17,23 hab./km². De los 3.496 habitantes, Fort Fairfield estaba compuesto por el 96.51% blancos, el 0.86% eran afroamericanos, el 0.54% eran amerindios, el 0.23% eran asiáticos, el 0% eran isleños del Pacífico, el 0.31% eran de otras razas y el 1.54% pertenecían a dos o más razas. Del total de la población, el 1.26% eran hispanos o latinos de cualquier raza.